# Metafora zbitej szyby

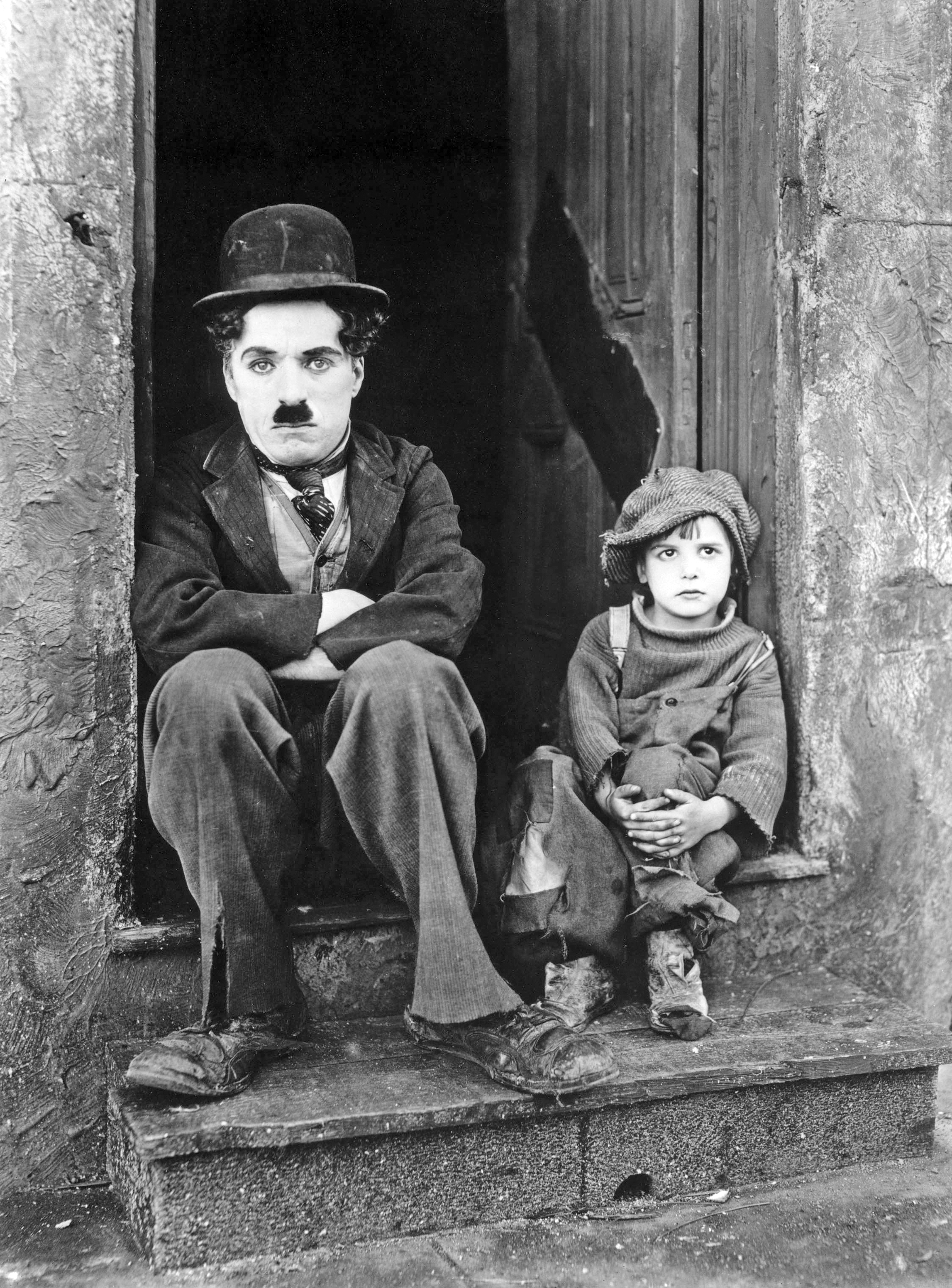
Charlie Chaplin w roli szklarza i Jackie Coogan jako chłopiec, który stymuluje rozwój gospodarki. Kadr z filmu Brzdąc (The Kid, 1921)

Metafora zbitej szyby – przypowieść autorstwa ekonomisty Frédérica Bastiata, która obrazowo tłumaczy, że jakakolwiek katastrofa nie musi napędzić rozwoju gospodarki. Zdaniem Henry'ego Hazlitta, który upowszechnił ten przykład w swojej książce Ekonomia w jednej lekcji, jest to jeden z najpowszechniejszych błędów obecnych w popularnym myśleniu o ekonomii.

## Metafora zbitej szyby
Frédéric Bastiat opisuje przykład mieszczanina Jakuba Poczciwca, którego niesforny syn podczas zabawy wybija szybę. Zbiera się tłumek gapiów, a Poczciwiec narzeka, że nowa szyba kosztować go będzie sześć franków. Ktoś z tłumu zauważa jednak, że nie stało się źle, bo przecież będzie to oznaczało zarobek dla szklarza. Zarobione pieniądze szklarz wyda u kogoś innego, ten u kogoś innego i tak ożywi się lokalna gospodarka. Można dojść do wniosku, że chłopiec nie zrobił nic złego. Gdyby nie wybił szyby, szklarz nie miałby zarobku.
Bastiat zwraca jednak uwagę na drugą stronę problemu. Jakub Poczciwiec miał sześć franków i szybę. Teraz będzie mieć tylko szybę, kupioną za pieniądze, które chciał przeznaczyć na nowe buty. W rzeczywistości nie powstało żadne nowe zatrudnienie, bo zysk szklarza jest stratą szewca.

## Błąd zbitej szyby w praktyce
Henry Hazlitt uważa ten błąd w rozumowaniu ekonomicznym za bardzo rozpowszechniony. Gdy komentatorzy twierdzą, że straty wywołane powodzią ożywią sektor budowlany, nie dostrzegają, że koniunktura w jednej branży będzie oznaczała kryzys innej. Wyjątek może stanowić sytuacja, gdy katastrofa obniża nieoptymalnie wysoki poziom oszczędności gospodarstw domowych w kraju nią dotkniętym, co przynajmniej w krótkim okresie podniesie tempo wzrostu PKB.
Zdaniem Hazlitta źródłem tego typu błędów może być koncentracja na bezpośrednich skutkach danego działania, bez patrzenia na skutki pośrednie albo skupianie się na konsekwencjach, które dane działanie przynosi wybranej grupie, a ignorowanie pozostałych uczestników rynku.